# 劉懷敬
劉懷敬（？—？），彭城人，中國南北朝時代人物，劉宋宗室，劉懷肅次弟，曾任尚書、金紫光祿大夫等職。

## 生平
劉宋開國皇帝宋武帝劉裕的姨表兄弟。在他們嬰兒時期，劉裕生母早逝，無人哺乳，劉懷敬的母親寧讓劉懷敬斷奶，餵哺劉裕。因這份恩情，劉懷敬獲得劉裕寵授官職，曾任會稽太守、尚書、金紫光祿大夫。
《宋書》評論他性格「澀訥」，並無才能，任官純粹基於舊恩。